# Myripristis aulacodes
Myripristis aulacodes is een straalvinnige vissensoort uit de familie van eekhoorn- en soldatenvissen (Holocentridae). De wetenschappelijke naam van de soort is voor het eerst geldig gepubliceerd in 1996 door Randall & Greenfield.